# Aedes biocellatus
Aedes biocellatus är en tvåvingeart som först beskrevs av Taylor 1915.  Aedes biocellatus ingår i släktet Aedes och familjen stickmyggor. Inga underarter finns listade i Catalogue of Life.